# Max von Müller (Jurist)
Max Ritter von Müller (* 7. Mai 1841 in Kötzting; † 14. April 1906 in München) war ein deutscher Jurist.

## Werdegang
Müller studierte Rechtswissenschaften in München. Seit dem Studium war er Mitglied der Studentenverbindung Akademischer Gesangverein München im SV.
1871 wurde Bezirksamtsassessor in Neunburg v. Wald. Danach war er ab 1876 bei der Regierung von Oberbayern, Kammer des Innern, zunächst als Hilfsreferent, ab 1877 als Regierungsassessor daselbst und ab 1883 als Regierungsrat.
Er wurde 1888 Rat am Verwaltungsgerichtshof und 1894 Regierungsdirektor bei der Regierung von Oberbayern, Kammer des Innern. Am Verwaltungsgerichtshof wurde er 1901 Oberstaatsanwalt und 1905 Direktor.
Er war vom 1. November 1905 bis zu seinem Tod am 14. April 1906 Präsident des Bayerischen Verwaltungsgerichtshofes.